# Лапутин, Сергей Яковлевич
Серге́й Я́ковлевич Лапу́тин (8 [21] марта 1911, Ряжск, Рязанская губерния — 1 апреля 1985, Москва) — советский военный деятель, командир танкового взвода в войсках республиканской Испании, лейтенант.

## Биография
Родился в городе Ряжск ныне Рязанской области. Русский. В 1927 году окончил 7 классов школы в городе Егорьевск (ныне Московской области), в 1929 году — Московские областные курсы по подготовке в высшие технические учебные заведения. В 1929—1930 годах работал преподавателем ликбеза в школе в селе Нагорное (Рязанская область), в мае-сентябре 1930 года — военно-физкультурным работником Ряжского райкома комсомола, в 1930—1933 годах — подмастерьем, помощником мастера и мастером на трикотажной фабрике в Москве. Член ВКП(б)/КПСС с 1937 года.

### Начало службы в армии
В армии с 1933 года. Служил командиром танка и командиром взвода в танковых войсках (Московский военный округ) В 1936 году окончил экстерном Орловскую бронетанковую школу. С 1936 года — слушатель Военной академии механизации и моторизации РККА.

### Война в Испании
Участвовал в боевых действиях в Испании с июля 1937 по август 1938 в должности командира танкового взвода. В бою у населённого пункта Фуэнтес-де-Эбро его танк был подбит и окружён противником. В течение суток отстреливался из горящего танка. Когда закончились боеприпасы, сумел с экипажем вырваться из окружения.
За мужество и героизм, проявленные при выполнении воинского долга, лейтенанту Лапутину Сергею Яковлевичу 14 марта 1938 года присвоено звание Героя Советского Союза с вручением ордена Ленина (впоследствии вручена медаль Золотая Звезда № 70).
В мае 1941 года окончил Военную академию бронетанковых и механизированных войск. Служил командиром батальона танкового полка (Западный особый военный округ).

### Великая Отечественная война
Участвовал в Великой Отечественной войне. В июне-июле 1941 года -командир батальона и командир 13-го танкового полка (Западный фронт). Участвовал в оборонительных боях в Белорусской ССР. попал в окружение, командовал партизанским отрядом. В январе-апреле 1942 года — начальник боевой подготовки, а в апреле — сентябре — начальник штаба Навлинского партизанского отряда, действовавшего на территории Брянской области. В сентябре-декабре — начальник штаба Северного боевого участка Навлинского партизанского отряда, в декабре 1942 -феврале 1943 гг. — начальник штаба партизанской бригады Д. Е. Кравцова.
С апреля 1943 года — начальник штаба отдельного учебного полка начальствующего состава Бронетанковых и механизированных войск Красной Армии.

### После войны
В мае 1946 — марте 1947 гг. — командир 41-го учебного танкового полка. В 1947—1949 гг. — заместитель начальника и начальник отдела в Управлении боевой подготовки бронетанковых и механизированных войск ВС СССР.
В 1951 году окончил Военную академию Генштаба. В мае 1952 — декабре 1955 гг. находился в заграничной командировке в Чехословакии в качестве военного советника командира танкового корпуса. В 1956—1960 годах служил старшим офицером в 10-м Управлении Генерального штаба ВС СССР, центральном аппарате Министерства обороны. С августа 1960 года полковник С. Я. Лапутин — в запасе.
В 1960—1967 годах работал инспектором и старшим инспектором автоподготовки в ЦК ДОСААФ.
Жил в Москве по адресу: улица Алабяна, 10. Умер 1 апреля 1985 года. Был похоронен на Николо-Архангельском кладбище в Москве.

## Награды
- Герой Советского Союза;
- орден Ленина;
- два ордена Красного Знамени;
- орден Отечественной войны 1-й степени;
- орден Красной Звезды;
- медали.